# هوارد فرايد
هوارد فرايد (بالإنجليزية: Howard Fried)‏ هو فنان أمريكي، ولد في 14 يونيو 1946 في كليفلاند في الولايات المتحدة.